# وادي لكة

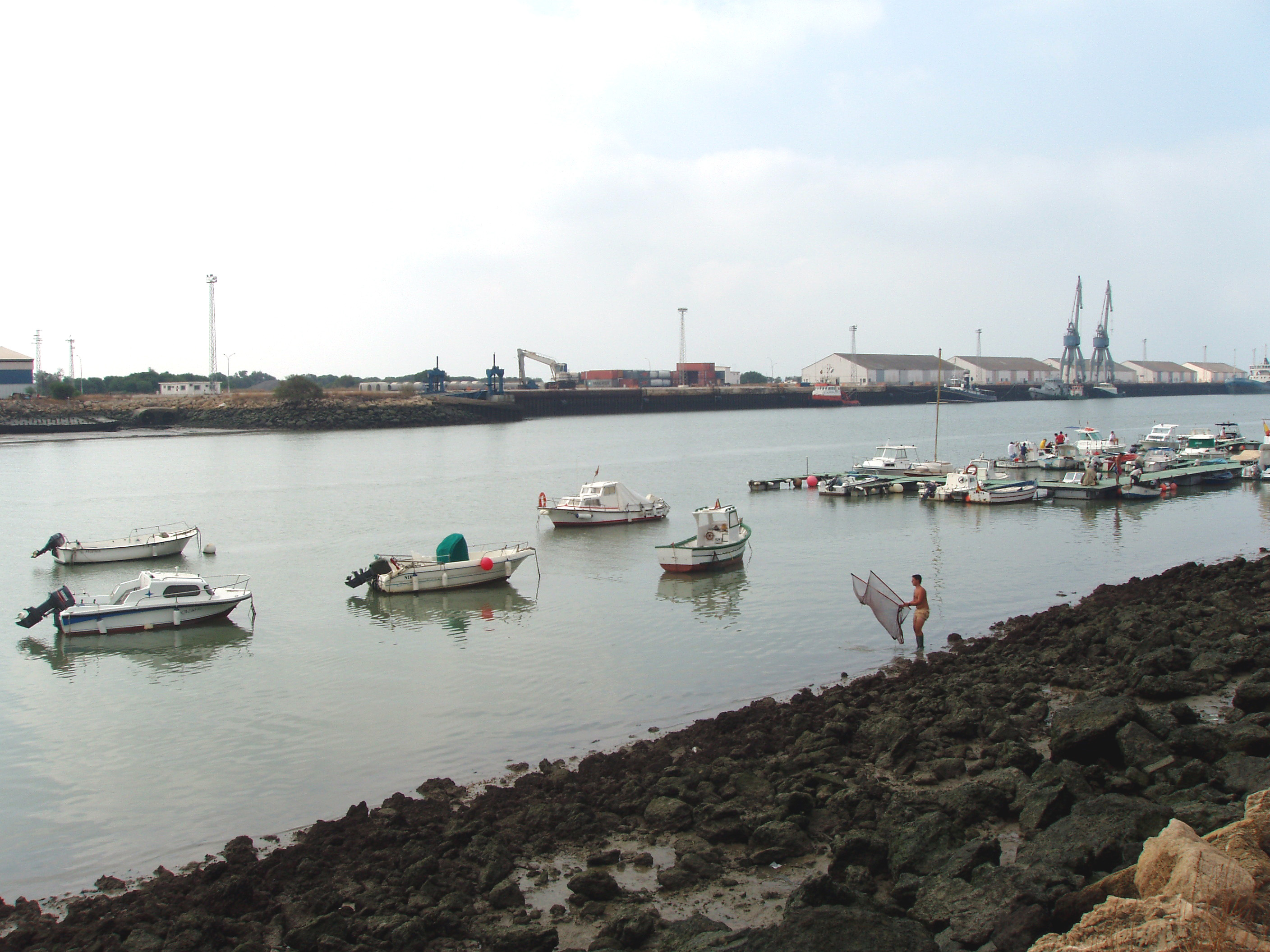
وادي لكة قرب مدينة قادس

موقع وادي لكة من شبه الجزيرة الأيبيرية

وادي لَكُّه أو نهر لَكُّه أو نهر بَكّة  أو وادي بَرْبَاط أو وادي الطين أو وادي أمِّ الحكيم (بالإسبانية: Guadalete)‏ نهر يقع بجنوب إسبانيا، في مقاطعة قادس من منطقة الأندلس ذاتية الحكم، وهو يصب في خليج قادس.